# Cathia Caro
Pour les articles homonymes, voir Caro.
Cathia Caro est une actrice française née le 17 décembre 1943 à Rouen (Seine-Inférieure).

## Filmographie
- 1957 : Isabelle a peur des hommes : Isabelle
- 1958 : La Tour, prends garde ! : Toinon
- 1958 : Un drôle de dimanche : Caroline
- 1958 : Un homme facile (Un uomo facile) de Paolo Heusch : Giuditta
- 1959 : Débrouillez-vous ! (Arrangiatevi) de Mauro Bolognini : Bianca
- 1959 : Été violent (Estate violenta) : Gemma
- 1959 : Fripouillard et Cie (I Tartassati) : Laura Topponi
- 1959 : Le Maître de forges (Il padrone delle ferriere) : Suzanne Derblay
- 1959 : Simpatico mascalzone : Virginia
- 1960 : Incorrigibles Parents (Genitori in blue-jeans)
- 1960 : Le Géant de Thessalie (I giganti della Tessaglia) : Aglaia
- 1960 : Il principe fusto de Maurizio Arena : Lucia
- 1961 : Le Triomphe de Maciste (Trionfo di Maciste) : Antea